# 8. junij
8. junij je 159. dan leta (160. v prestopnih letih) v gregorijanskem koledarju. Ostaja še 206 dni.

## Dogodki
- 793 – z vikinškim zavzetjem samostana Lindisfarne na angleškem otoku Holy se začne vikinška doba v Angliji
- 1783 – začne se 8-mesečni izbruh islandskega ognjenika Laki, ki povzroči smrt 9.000 ljudi in povzroči 7-letno obdobje lakote
- 1866 – v Ottawi se prične prva seja kanadskega parlamenta
- 1887 – Herman Hollerith prejme patent za svoj računalnik na luknjane kartice
- 1937 – praizvedba Orffovih Carmina Burana v frankfurtski operni hiši
- 1941:
  - prične se britansko-golistična ofenziva v Siriji in Libanonu
  - ZDA prevzamejo britanska oporišča na Islandiji
- 1944 – zavezniki osvobodijo Bayeaux
- 1949 – FBI obtoži Helen Keller, Dorothy Parker, Dannyja Kaye-a, Frederica Marcha, Johna Garfielda, Paula Munija in Edwarda Robinsona sodelovanja s komunisti
- 1953 – tornado v Flintu (Michigan, ZDA) zahteva 116 žrtev in 844 ranjenih
- 1959 – iz Mayporta na Floridi je izveden edini dosedanji prenos poštnih pošiljk z raketnim izstrelkom
- 1965 – ob eksploziji metana v rudniku Kakanj (Bosna in Hercegovina) umre 128 rudarjev
- 1967 – Izrael napade ameriško ladjo Liberty in ubije 34 ljudi
- 1968 – James Earl Ray aretiran zaradi umora Martina Luthra Kinga mlajšega
- 1986 – Kurt Waldheim postane avstrijski predsednik
- 2004:
  - prehod Venere prek Sončeve ploskve, viden iz večine Evrope, Azije in Afrike
  - v Sloveniji poteka Referendum o zakonu o varovanju arhivskega gradiva

## Rojstva
- 1332 – Kangrande II. della Scala, veronski vladar († 1359)
- 1625 – Giovanni Domenico Cassini I., italijansko-francoski matematik, astronom, inženir († 1712)
- 1724 – John Smeaton, angleški gradbenik († 1794)
- 1743 – Alessandro Cagliostro, italijanski pustolovec († 1795)
- 1810 – Robert Alexander Schumann, nemški skladatelj, pianist († 1856)
- 1823 – Giuseppe Fiorelli, italijanski arheolog († 1896)
- 1867 – Frank Lloyd Wright, ameriški arhitekt († 1959)
- 1888 – Guðmundur Kamban, islandski pisatelj, dramatik († 1945)
- 1890 – Konstanty Plisowski, poljski general († 1940)
- 1896 – Danilo Bučar, slovenski skladatelj, dirigent († 1971)
- 1903 – Marguerite de Crayencour - Marguerite Yourcenar, belgijsko-francoska pisateljica († 1987)
- 1907 – Aleš Bebler, slovenski diplomat, partizan (†1981)
- 1910 – John Wood Campbell mlajši, ameriški pisatelj († 1971)
- 1916 – Francis Harry Compton Crick, angleški molekularni biolog, nobelovec 1962 († 2004)
- 1918 – Nace Simončič, slovenski gledališki igralec, gledališki režiser, lutkar († 2002)
- 1921 – Suharto, indonezijski predsednik († 2008)
- 1936 – Kenneth Geddes Wilson, ameriški fizik, nobelovec 1982
- 1937 – Anton Čeh, slovensko-hrvaški dirigent in skladatelj († 2011)
- 1940 – Nancy Sinatra, ameriška pevka in igralka
- 1946 – Marijana Brecelj, slovenska igralka
- 1953 – Bonnie Tyler, valižanska rockerska pevka, kitaristka
- 1953 – Ivo Sanader, hrvaški politik
- 1958 – Keenen Ivory Wayans, ameriški filmski igralec
- 1961 – Alka Vuica, hrvaška pevka
- 1976 – Lindsay Davenport, ameriška teniška igralka
- 1977 – Kanye West, ameriški pevec, tekstopisec, glasbeni producent, filmski režiser in modni dizajner
- 1983 – Kim Clijsters, belgijska teniška igralka
- 1984:
  - Javier Mascherano, argentinski nogometaš
  - Maxi Pereira, brazilski nogometaš
- 1988 – Kamil Grosicki, češki nogometaš

## Smrti
- 218 – Makrin, rimski cesar (* 165)
- 632 – Mohamed, arabski prerok, začetnik islama (* 570)
- 1042 – Hartaknut, danski in angleški kralj (* 1019)
- 1154 – Vilijem Yorški, nadškof in svetnik
- 1290 – Beatrice Portinari, italijanska plemkinja, muza Danteja Alighierija (* 1266)
- 1310 – Amalrik Tirski, baron Tira, titularni jeruzalemski konstabl, ciprski regent (* 1272)
- 1376 – Edvard, Črni Princ, angleški kronski princ, vojskovodja (* 1330)
- 1613 – Ludovico Cardi da Cigoli, italijanski slikar, arhitekt, pesnik (* 1559)
- 1727 – August Hermann Francke, nemški protestant (* 1663)
- 1768 – Johann Joachim Winckelmann, nemški arheolog, umetnostni zgodovinar (* 1717)
- 1794 – Gottfried August Bürger, nemški pesnik (* 1748)
- 1795 – Ludvik XVII. Francoski, francoski kralj (* 1785)
- 1809 – Thomas Paine, ameriški revolucionar, pisatelj (* 1737)
- 1845 – Andrew Jackson, ameriški predsednik (* 1767)
- 1857 – Douglas William Jerrold, angleški dramatik, pisatelj (* 1803)
- 1876 – George Sand, francoska pisateljica (* 1804)
- 1889 – Gerard Manley Hopkins, angleški pesnik (* 1844)
- 1929 – William Bliss Carman, kanadski pesnik (* 1861)
- 1956 – Marie Laurencin, francoska slikarka (* 1883)
- 1966 – Anton Melik, slovenski geograf (* 1890)
- 1970 – Abraham Maslow, ameriški psiholog (* 1908)
- 1983 – Miško Kranjec, slovenski pisatelj, novinar (* 1908)
- 2007 – Richard Rorty, ameriški filozof (* 1931)
- 2008 – Šaban Bajramović, srbski romski pevec (* 1936)

## Prazniki in obredi
- Svetovni dan oceanov
- Dan Primoža Trubarja